# کراکاتوآ (فیلم)
«کراکاتوآ» (انگلیسی: Krakatoa (film)) فیلمی در ژانر مستند است که در سال ۱۹۳۳ منتشر شد. از بازیگران آن می‌توان به گراهام مک‌نامی اشاره کرد.